# Homo luzonensis
Homo luzonensis je vymřelý druh rodu Homo. Jediné doposud nalezené pozůstatky byly nalezeny na filipínském ostrově Luzon, kde žil tento člověk ještě před 50 až 67 tisíci lety. Druh byl vysoký asi 120 cm a měl některé znaky podobné spíše opicím. Má jisté znaky jako Homo floresiensis.

## Historie

### Objev
Jediné doposud nalezené pozůstatky byly nalezeny v letech 2007 až 2011 na filipínském ostrově Luzon. První články prstů z nohou objevil tým archeologa Armanda Salvadora Mijarese z Filipínské univerzity. Protože jedna z kostí se odlišovala od známých lidských tvarů, na místo se tým v průběhu 4 let vracel a v roce 2011 se mu podařilo nalézt další kosti a zuby. Dalších 8 let je potom analyzovali a v roce 2019 zveřejnili svůj objev nového člověka.

### Výskyt a datace
Homo luzonensis žil na Filipínách prokazatelně někde v době mezi 50 a 67 tisíci lety nazpět. To je zhruba doba, kdy se Homo sapiens začal šířit z Afriky.